# 馬修·諾什卡
馬修·諾什卡（英語：Matthew Noszka，1992年10月27日—），是一名美國男性模特兒和演員。

## 模特生涯
馬修現在是Women / 360 models、Elite模特兒經紀公司旗下的模特兒，他曾為Nike、Calvin Klein、Hugo Boss、Tom Ford、Ralph Lauren、Versace、Moncler、Benetton、Levi's及其他品牌代言。他亦有時裝表演的經驗，例如在2015年他曾出席H&M的時裝表演。

## 影視作品
| 年份 | 節目/電影名稱 | 角色         | 備註              |
| ---- | ------------- | ------------ | ----------------- |
| 2015 | 艾倫·狄珍妮秀 | 自己         | 第12季;第119集    |
| 2017 | Tales         | 布羅迪 Brody | 出現集數: "第1集" |
| 2018 | Star          | 傑克森       | 常規角色 (第2季)  |